# Jean-Paul Archambault
 Jean-Paul Archambault (1908 - 1945)  fut, pendant la Seconde Guerre mondiale, un agent canadien du Special Operations Executive, qui fut envoyé successivement :
- en France, où, sous le nom de guerre de « Chico », il prit en charge, au sein du réseau DITCHER, le sud du département de l’Ain ;
- en Birmanie, dans la Force 136, où il mourut accidentellement.

## Identités
- État civil : Jean-Paul Archambault
- Comme agent du SOE, section F :
  - Nom de guerre SOE : « Chico »
  - Code opérationnel SOE : APOTHECARY (en français PHARMACIEN)
- Parcours militaire :

1. captain, Royal Canadian Infantry Corps
2. SOE, section F
3. Force 136.

## Éléments biographiques
Jean-Paul Archambault naît le 13 novembre 1908.
Jean-Paul Archambault était un inspecteur des Postes canadiennes qui, en 1939, avait été affecté à la Poste aux armées. Il avait déjà 36 ans lorsqu’il se porta volontaire pour une affectation spéciale derrière les lignes et passa à la Special Training School 103, dite « La Ferme », que le SOE avait installée dans un endroit assez isolé des rives du lac Ontario, près de Whitby. L’école servait de centre d’évaluation des candidats et donnait à ceux qu’un premier tri permettait d’estimer aptes une sorte d’introduction à la guerre clandestine (découverte des armes alliées et ennemies, des explosifs et de leur manipulation, et des problèmes de sécurité).
Archambault fut, avec Joseph H.A. Benoit (Ben Benoit, qui deviendra « Boris »-BARNSTORMER et servira dans le réseau Hippolyte-SILVERSMITH de Henri Borosh) l’un des deux seuls membres du premier contingent d’élèves de la STS 103 qui furent retenus. Dès sa sortie, il fut envoyé en Grande-Bretagne, où il suivit avec succès l’entraînement déjà presque classique, et il fut parachuté au nord de Lyon le 8 avril 1944. Il était devenu « Chico »-APOTHECARY, et devenait l’un des adjoints d’Albert Browne-Bartroli au sein du réseau Tiburce-DITCHER, dont il prenait en charge la partie couvrant le sud du département de l’Ain.
Récit, par W.G. Hicks.
[W.G. Hicks devait recevoir Jean-Paul Archambault à Lyon, où un rendez-vous avait été fixé au « Caveau », place de la Poste...]
La façade du « Caveau » donnait sur la place, mais il y avait une porte sur le côté, qui donnait dans une petite rue ; et je m’installai à une table au plus près de cette porte qui m’assurait une sortie rapide en cas d’alerte. Je commandai un apéritif et soudain j’aperçois un groupe de personnes en civil et quelques policiers en uniforme se dirigeant vers le café. C’était certainement un contrôle et je m’apprêtai à sortir au plus vite. Mais il était trop tard : j’étais coincé, et me demandai comment me tirer de là ! Je savais bien qu’un ami du SOE avait des relations dans la police, mais comment m’y prendre ? J’avais une carte d’identité émise à Valence, mais un simple coup de téléphone aurait révélé la tromperie. J’étais donc dans une situation délicate. Le groupe entra et, effectivement, contrôla quelques personnes, ordonna de régler les consommations et emmena tout le monde ... sauf moi et un jeune couple assis à côté de moi ! Il nous ignora complètement, et je me demande encore pourquoi ! Peut-être ce couple était-il connu de la police ; peut-être crut-on que j’étais en sa compagnie ; mystère ... Quelques minutes passèrent, qui me parurent très longues et je me demandai ce que je pourrais faire. Puis le couple sortit, et fila vers la place. Cet incident a sans doute sauvé Jean-Paul qui arriva enfin. Il m’expliqua qu’il était tombé sur des barrages et avait eu beaucoup de mal à les éviter. Nous prîmes un apéritif pour nous remettre de nos émotions respectives, et nous quittâmes le « Caveau ». Nous prîmes le tramway ; et Jean-Paul voulut prendre son ticket comme tout le monde...
Or, il ne connaissait pas la France, où il n’avait jamais mis les pieds antérieurement et, si on lui avait appris, pendant sa formation, ce qu’était la monnaie française, ce qu’étaient les billets, les pièces, les francs et les centimes, on avait oublié les sous ! Et il se trouva fort embarrassé lorsque le contrôleur lui demanda : « vous n’avez pas dix sous ? ». Il s’en tira en tendant toute sa monnaie à l’employé, qui prit une pièce de cinquante centimes en disant : « mais si, vous voyez bien ! ».
Après cette nouvelle émotion, nous avons pu gagner l’Ain sans ennui. Je présentai le capitaine Jean-Paul aux deux groupes que j’avais formés, celui de Jean Dargaud à Pont-d'Ain et celui des frères Decize à Saint-Rambert-en-Bugey.
Nous avons travaillé ensemble jusqu’au Jour J, organisant des parachutages et formant nos recrues au maniement des armes et des explosifs. Le 6 juin, nous prîmes le maquis dans la montagne de Chartreuse, d’où nous pouvions attaquer nos objectifs, les voies de communication de l’Ain ; et nous avons ainsi combattu ensemble jusqu’à mon arrestation par la milice, le 3 août...
Jean-Paul est rentré en Angleterre après la libération ; il est, presque aussitôt, parti pour de nouveaux combats, cette fois contre les Japonais ; et il n’en est, hélas, jamais revenu.
Jean-Paul Archambault rejoignit la Force 136 et fut parachuté en Birmanie, dans la région montagneuse où vivent les Karens ; et c’est le 17 mai 1945 que, préparant des charges d’explosifs et constatant que son matériel avait fâcheusement souffert de l’humidité ambiante, il voulut le sécher et, accidentellement, provoqua son explosion. Très grièvement atteint, il eut le courage de se faire redresser et, calé contre un arbre, de rédiger encore son rapport de mission. Sans possibilité d’intervention médicale, il n’y avait aucun espoir : deux jours plus tard [le 19 mai], Archambault succomba à l'âge de 36 ans.

## Reconnaissance

### Distinction
- Grande-Bretagne : Military Cross

### Monuments
- Rangoon Memorial, Myanmar Face 19.

### Sources et liens externes
- Fiche consacrée à  Jean-Paul Archambault, avec photographie : voir le site Special Forces Roll of Honour.
- Libre Résistance, bulletin d’information et de liaison, anciens des Réseaux de la Section F du S.O.E. (Special Operations Executive), Réseaux BUCKMASTER, numéro 22, 2e trimestre 2008.
- Roy Maclaren, Canadians behind Enemy Lines, UBC Press, 2004.
- La Voix du Maquis, bulletin des Anciens de l'AS et des Maquis de l'Ain et du Haut-Jura, n° 165, 2e trimestre 2007.